# الکساندر (امپراتور بیزانس)
الکساندر یا اسکندر(به یونانی: Αλέξανδρος) (به انگلیسی: ( Alexander (Byzantine emperor) (زادهٔ پیرامون ۸۷۰ — درگذشتهٔٔ ۶ ژوئن ۹۱۳) امپراتور روم شرقی (بیزانس) از ۹۱۲ تا ۹۱۳ و سومین فرمانروای دودمان مقدونی بود. او همچنین عامل از سر گرفته شدن جنگ بین بلغارها و امپراتوری بیزانس بود.

## زندگینامه
الکساندر سومین پسر باسیل یکم، امپراتور وقت بیزانس بود که در ۸۷۹ به امپراتوری مشترک با پدر و برادرش لئوی ششم رسید. با این حال او هیچ فعالیتی در زمینهٔ مسایل حکومتی نداشت و حتی پس از مرگ باسیل یکم در ۸۸۶، این لئوی ششم بود که زمام امور را به عنوان امپراتور جدید بیزانس در دست گرفت. اما پس از مرگ لئوی ششم در مه ۹۱۲، الکساندر تنها امپراتور وقت روم شرقی شد.
الکساندر پس از در دست گرفتن قدرت، زوئه، چهارمین همسر لئوی ششم را به‌اجبار به یک دیر خواهران روحانی فرستاد، تمامی مشاوران برادرش را تعویض نمود و اسقف‌اعظم برکنارشده نیکولاس میستیکوس را بار دیگر به مقام خود بازگرداند. او از پرداخت خراج سالیانهٔ توافق‌شده طی عهدنامهٔ سال ۸۹۶ به بلغارها سر باز زد و این موضوع به از سر گیری جنگ با سیمئون، پادشاه قدرتمند و متجاوز بلغارها انجامید.
الکساندر سپس برادرزاده‌اش کنستانتین (پسر کوچک لئوی ششم) را جانشین و امپراتور مشترک با خود اعلام نمود و او پس از مرگ عمویش در ششم ژوئن ۹۱۳، با عنوان کنستانتین هفتم به امپراتوری روم شرقی رسید.